# Курбар
Курбар (перс. كوربار) — село в Ірані, у дегестані Масаль, у Центральному бахші, шагрестані Масал остану Ґілян. За даними перепису 2006 року, його населення становило 183 особи, що проживали у складі 41 сім'ї.

## Клімат
Середня річна температура становить 13,55 °C, середня максимальна – 27,72 °C, а середня мінімальна – -0,34 °C. Середня річна кількість опадів – 606 мм.
| Клімат поселення                              | Клімат поселення | Клімат поселення | Клімат поселення | Клімат поселення | Клімат поселення | Клімат поселення | Клімат поселення | Клімат поселення | Клімат поселення | Клімат поселення | Клімат поселення | Клімат поселення | Клімат поселення |
| Показник                                      | Січ.             | Лют.             | Бер.             | Квіт.            | Трав.            | Черв.            | Лип.             | Серп.            | Вер.             | Жовт.            | Лист.            | Груд.            |                  |
| Середній максимум, °C                         | 11,48            | 10,96            | 12,00            | 16,48            | 20,26            | 25,92            | 27,72            | 27,51            | 22,69            | 19,86            | 15,61            | 11,91            |                  |
| Середня температура, °C                       | 5,83             | 5,32             | 6,35             | 10,82            | 14,61            | 20,27            | 23,40            | 23,20            | 18,38            | 15,54            | 11,29            | 7,60             |                  |
| Середній мінімум, °C                          | 0,18             | −0,34            | 0,70             | 5,19             | 8,96             | 14,61            | 19,10            | 18,88            | 14,07            | 11,22            | 6,96             | 3,27             |                  |
| Норма опадів, мм                              | 54               | 47               | 64               | 62               | 40               | 22               | 12               | 23               | 52               | 79               | 63               | 88               |                  |
| Середньомісячна швидкість вітру, м/с          | 2.11             | 2.36             | 2.40             | 2.42             | 2.20             | 2.19             | 2.51             | 2.23             | 1.92             | 1.96             | 2.04             | 1.92             |                  |
| Середньомісячна сонячна радіація, кДж/м²·день | 6961             | 9291             | 11397            | 15902            | 19708            | 22440            | 23264            | 19781            | 16217            | 11203            | 8620             | 6661             |                  |
| --------------------------------------------- | ---------------- | ---------------- | ---------------- | ---------------- | ---------------- | ---------------- | ---------------- | ---------------- | ---------------- | ---------------- | ---------------- | ---------------- | ---------------- |
| Джерело:                                      |                  |                  |                  |                  |                  |                  |                  |                  |                  |                  |                  |                  |                  |